# Michaił Kałatozow
Michaił Konstantinowicz Kałatozow, ros. Михаил Константинович Калатозов, właśc. Micheil Konstantines dze Kalatoziszwili, gruz. მიხეილ კონსტანტინეს ძე კალატოზიშვილი (ur. 28 grudnia 1903 w Tbilisi, zm. 27 marca 1973 w Moskwie) – radziecki reżyser, scenarzysta i operator filmowy pochodzenia gruzińskiego, twórca nagrodzonego Złotą Palmą na 11. MFF w Cannes filmu Lecą żurawie (1957).

## Życiorys

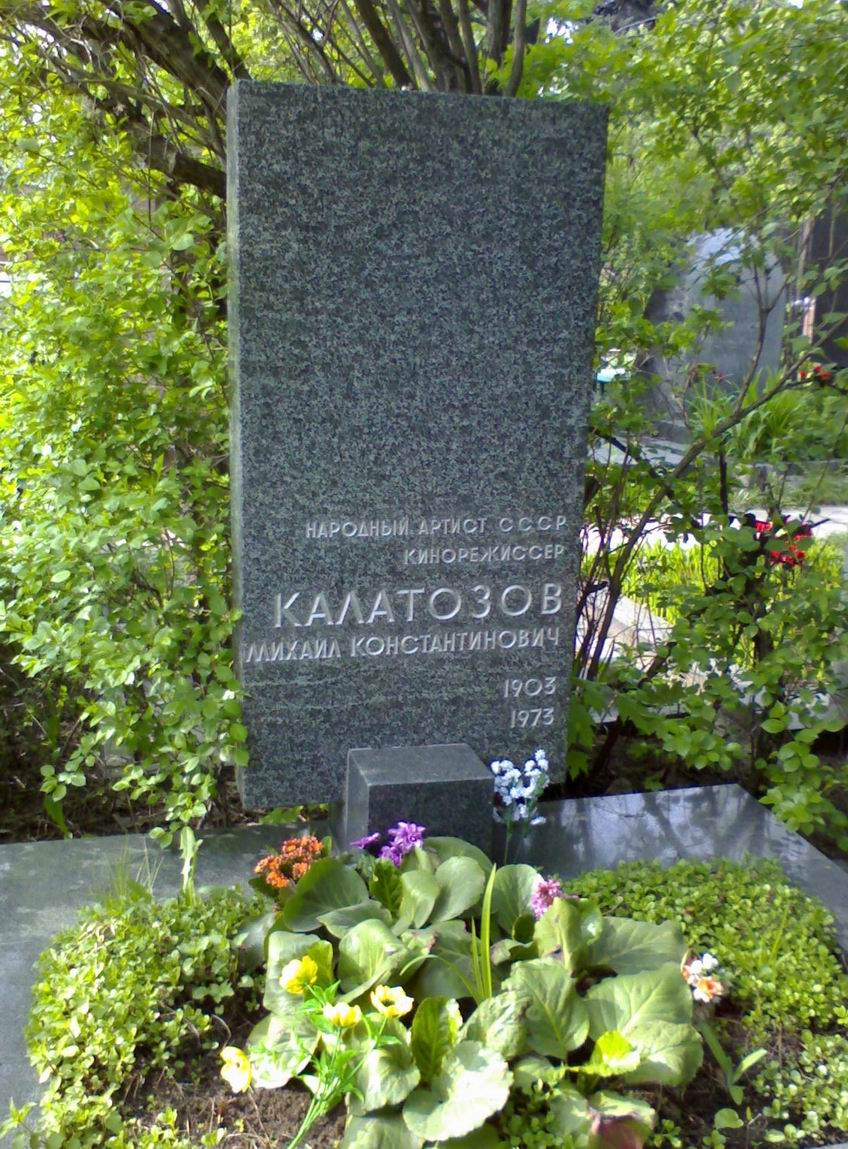
Grób Kałatozowa na Cmentarzu Nowodziewiczym w Moskwie.

Pracował w wytwórni Goskinprom w Tbilisi jako montażysta, operator i reżyser. Studiował historię sztuki w Leningradzie. Był przewodniczącym komitetu do spraw produkcji filmów fabularnych oraz wiceministrem kinematografii ZSRR.
Wyróżnił się komediami Szalony lotnik (1941), Dygnitarz na tratwie (1954, Grand Prix na MFF w Karlowych Warach), dramatem wojennym Lecą żurawie (1957, Złota Palma na 11. MFF w Cannes), dramatem współczesnym Niewysłany list (1960), dramatem przygodowym Czerwony namiot (1970, nominacja do Złotego Globu).
Spoczywa na Cmentarzu Nowodziewiczym w Moskwie.

## Wybrana filmografia

### Reżyser
- 1930: Sól Swanetii (Соль Сванетии)
- 1941: Szalony lotnik (Валерий Чкалов)
- 1950: Spisek bankrutów (Заговор обречённых)
- 1954: Dygnitarz na tratwie (Верные друзья)
- 1955: Ci z pierwszej ekipy (Первый эшелон)
- 1957: Lecą żurawie (Летят журавли)
- 1959: Niewysłany list (Неотправленное письмо)
- 1964: Ja, Kuba (Я — Куба)
- 1969: Czerwony namiot (Красная палатка)